# Killers (Iron Maiden)
Killers is het tweede studioalbum van Iron Maiden. Het verscheen op 2 februari 1981 en bestaat uit materiaal dat al tijdens de jaren 1975-1979 (vóór het debuutalbum) werd geschreven en twee nieuwe nummers, 'Killers' en 'Murders In The Rue Morgue'. Op dit album debuteerde gitarist Adrian Smith als nieuw Iron Maidenlid. Het album zou later het laatste studioalbum blijken met zanger Paul Di'Anno die halverwege de tournee voor Killers uit de band werd gezet omwille van zijn drank- en cocaïneprobleem.
Het nummer Twilight Zone zou op het album verschijnen, toch werd op het laatste moment geschrapt en met "Wrathchild" als single met dubbele A-kant uitgebracht. Een veel gezocht verzamelobject voor liefhebbers is het Amerikaans promotiealbum (vinyl) uit 1981 van Killers waarop het nummer Twilight Zone toch staat.

## Nummers
1. The Ides Of March (Harris)
2. Wrathchild (Harris)
3. Murders In The Rue Morgue (Harris)
4. Another Life (Harris)
5. Genghis Khan (Harris)
6. Innocent Exile (Harris)
7. Killers (Harris/Di'Anno)
8. Prodigal Son (Harris)
9. Purgatory (Harris)
10. Twilight Zone (Harris) (alleen op de heruitgave van 1998)
11. Drifter (Harris)

## Bezetting
- Steve Harris - basgitaar
- Dave Murray - Gitaar
- Paul Di'Anno - Zang
- Clive Burr - Drums
- Adrian Smith - Gitaar

## Singles
- Twilight Zone/Wrathchild (2 maart 1981)
- Purgatory (15 juni 1981)